# Aeroportul Sayaboury
Aeroportul Sayaboury (IATA: ZBY, ICAO: VLSB) este un aeroport din Sainyabūlī⁠(d), Laos.
Situat la o altitudine de 380 m, aeroportul dispune de o singură pistă.